# 프리드리히 빌헬름 3세 (프로이센)
프리드리히 빌헬름 3세(Friedrich Wilhelm III, 1770년 8월 3일 ~ 1840년 6월 7일)는 1797년 11월 16일부터 1840년 사망할 때까지 제5대 프로이센 국왕이었다. 그는 1806년 8월 6일 신성 로마 제국이 해체될 때까지 브란덴부르크 선제후를 겸했다.
프리드리히 빌헬름 3세는 나폴레옹 전쟁 시기에 프로이센을 통치했다. 그는 마지못해 1813년 독일 전역에서 제6차 대프랑스 동맹에 참여했다. 나폴레옹의 패배 후, 그는 새로운 탈나폴레옹 유럽 질서에서 발생하는 정치적 문제를 해결하기 위해 소집된 빈 회의에 참여했다. 그의 주요 관심사는 국내 문제, 즉 프로이센 개신교 교회의 개혁이었다. 그는 예배, 조직, 건축을 동질화하기 위해 개신교 교회를 통합하기로 결정했다. 장기적인 목표는 프로이센 교회 연합 내 모든 개신교 교회를 완전히 중앙집권적인 왕실 통제하에 두는 것이었다.
왕은 극도로 수줍고 우유부단하다고 알려져 있었다. 그의 아내 루이제 왕비(1776~1810)는 그의 가장 중요한 정치 고문이었다. 그녀는 하인리히 프리드리히 카를 폼 운트 춤 슈타인 남작, 하르덴베르크 후작 카를 아우구스트 , 게르하르트 폰 샤른호르스트, 그나이제나우 백작 아우구스트 나이트하르트를 포함하는 강력한 정치 그룹을 이끌었다. 그들은 프로이센의 행정, 교회, 재정, 군대를 개혁하기 시작했다. 프리드리히 빌헬름 3세는 1824년 교향곡 9번 (베토벤)의 헌정자였다.

## 생애

### 어린 시절
프리드리히 빌헬름은 1770년 8월 3일 포츠담에서 프리드리히 빌헬름 2세와 헤센다름슈타트의 프리데리케 루이제의 아들로 태어났다. 그는 수줍고 내성적인 소년으로 여겨졌으며, 특히 인칭 대명사가 없는 특이한 말투로 눈에 띄었다. 이러한 말투는 나중에 군 장교에게 전적으로 적합한 것으로 간주되었다. 그는 어린 시절 아버지에게 방치되었고 평생 열등감에 시달렸다.
어린 시절 프리드리히 빌헬름의 아버지는 (애인인 리히테나우 백작부인 빌헬미네 엥케의 영향으로) 당시에는 아주 흔한 일이었지만 그를 가정교사들에게 맡겼다. 그는 오래된 군인이자 그의 동생 하인리히 왕자의 가정교사이자 보호자였던 블루멘탈 백작 한스 폰 블뤼멘탈의 영지인 파레츠에서 얼마간 살았다. 그들은 그래서 백작의 아들과 함께 자랐고, 백작의 아들은 1780년대에 그들의 그랜드 투어에 동행했다. 프리드리히 빌헬름은 파레츠에서 행복하게 지냈고, 이 때문에 1795년에 어린 시절 친구로부터 그곳을 사서 중요한 왕실 휴양지로 만들었다. 그는 우울한 소년이었지만 경건하고 정직하게 자랐다. 그의 가정교사 중에는 극작가 요한 야콥 엥겔도 있었다.

군인으로서 그는 프로이센 왕자에게 주어지는 일반적인 훈련을 받았고, 1784년에는 중위가 되었고, 1786년에는 중령, 1790년에는 대령이 되어 1792~1794년 프랑스와의 전역에 참가했다. 1793년 12월 24일, 프리드리히 빌헬름은 루이제 추 메클렌부르크슈트렐리츠 공녀와 결혼하여 열 명의 자녀를 두었다. 베를린의 베를린 왕세자궁에서 프리드리히 빌헬름은 문제 없는 결혼 생활을 하며 평범하게 살았고, 1797년 프로이센 국왕이 된 후에도 변치 않았다. 그의 아내 루이제는 프로이센 국민들에게 특히 사랑받았으며, 이는 국왕 자신을 포함한 호엔촐레른가 전체의 인기를 높였다.

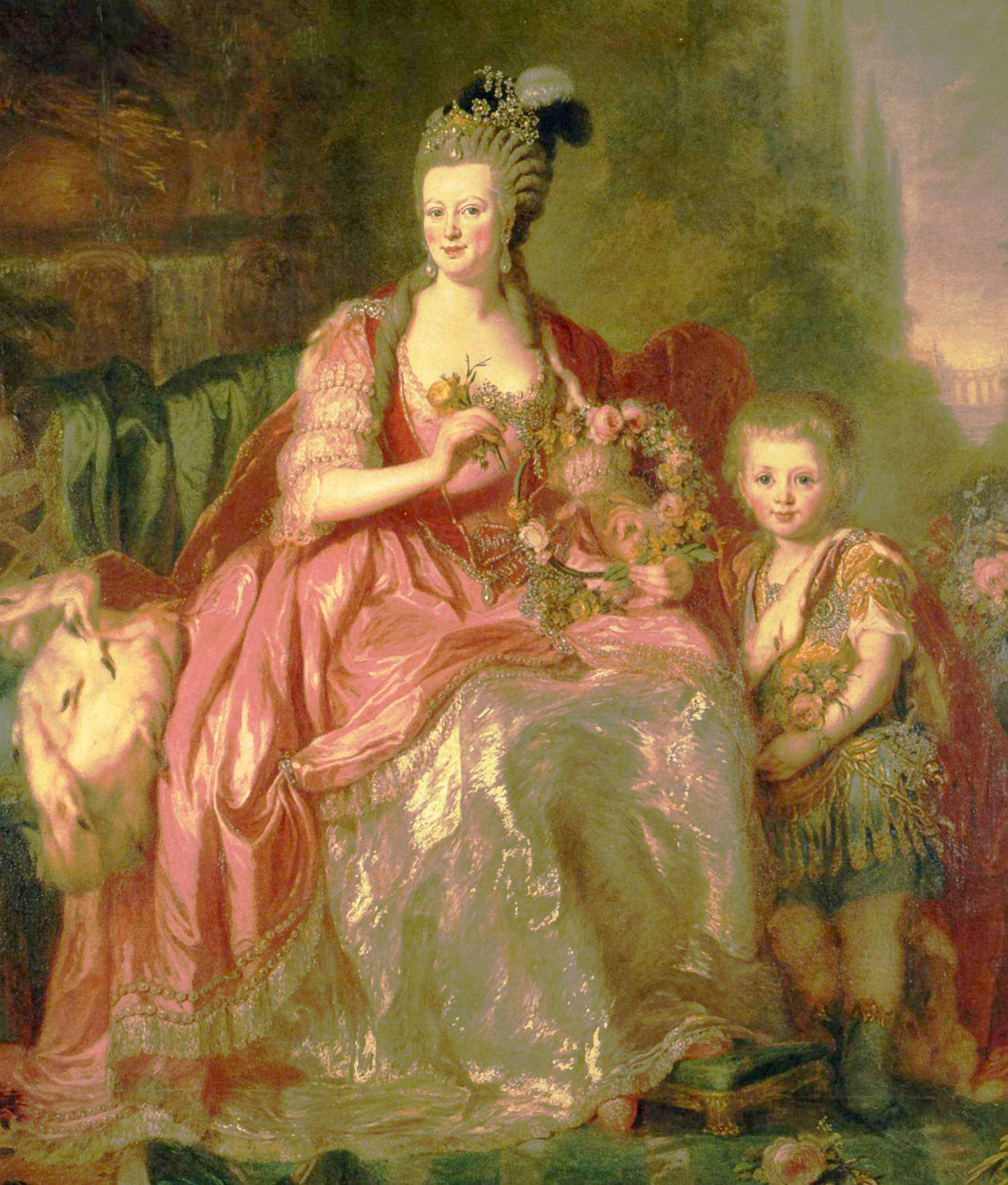
프리드리히 빌헬름과 그의 어머니 (1775)

### 치세

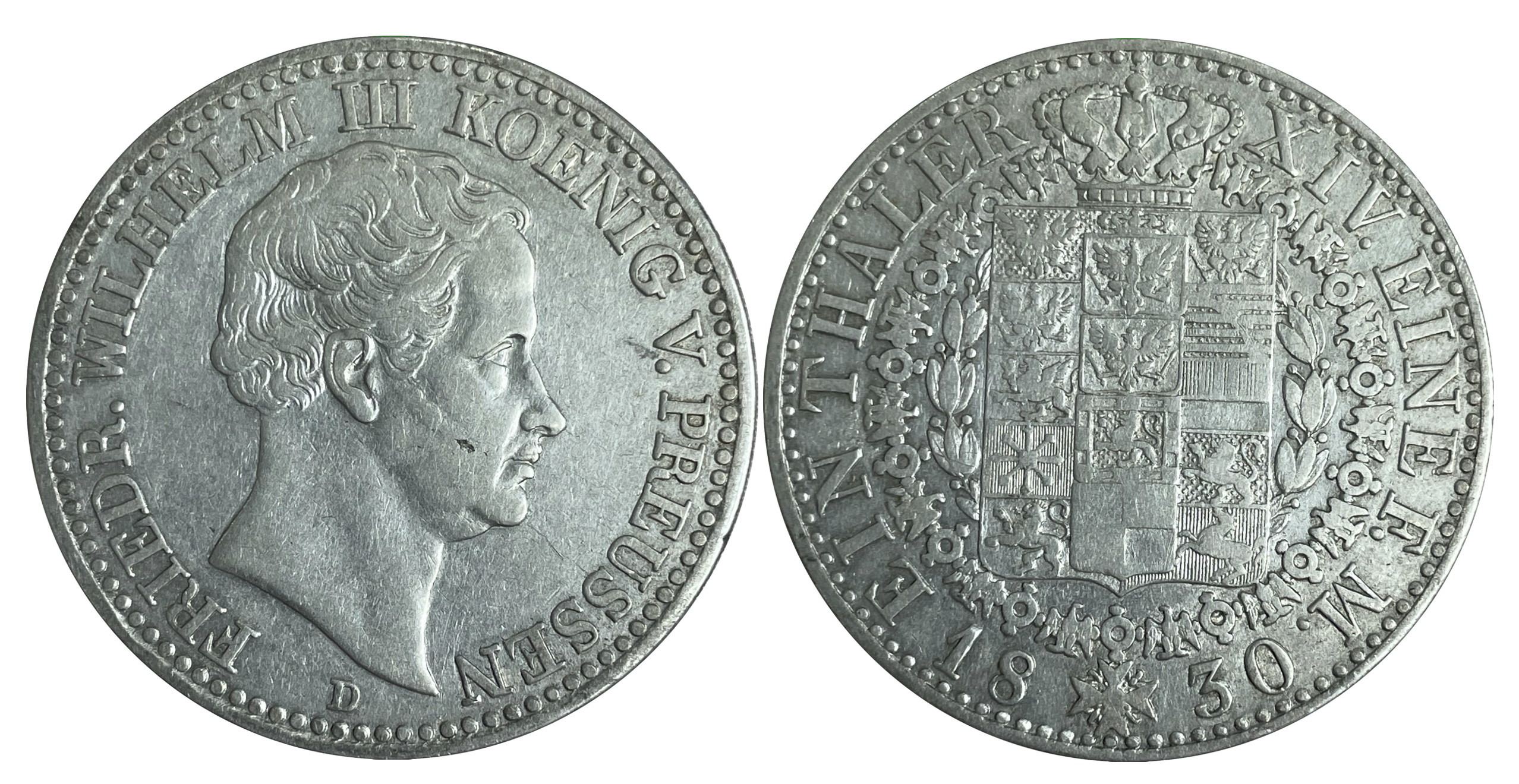
은화: 빌헬름 3세 1탈러, 1830년

프리드리히 빌헬름은 1797년 11월 16일 왕위에 올랐다. 그는 또한 (1797-1806년, 그리고 다시 1813-1840년) 동군연합으로 뇌샤텔 공작이 되었다. 즉시 새 국왕은 왕실 경비를 절감하고 부왕의 대신들을 해고하며 전대 치세의 가장 억압적인 폐단을 개혁함으로써 선의를 보였다. 그는 호엔촐레른가의 개인적인 권력을 유지하려는 의지는 있었지만, 그것을 사용하는 호엔촐레른가의 천재성은 없었다. 대신들에게 책임을 위임하기에는 너무 불신했기 때문에, 그는 자신이 위임하지 않은 역할을 맡아야만 했으므로 통치 효율성이 크게 떨어졌다. 이것이 그의 일관성 없는 통치의 주요 요인이다.
(정치적 음모와 성적 문제 모두에서) 아버지의 궁정에 혐오감을 느낀 프리드리히 빌헬름의 첫 번째이자 가장 성공적인 초기 노력은 왕조의 도덕적 정당성을 회복하는 것이었다. 그의 가족에게 존엄성을 회복하려는 열정은 조각가 요한 고트프리트 샤도우가 이전 군주인 프리드리히 빌헬름 2세가 의뢰했던 비싸고 호화로운 Prinzessinnengruppe 프로젝트를 거의 취소하게 만들 정도로 강했다. 그는 다음과 같이 말했다고 전해지는데, 이는 그의 의무감과 특이한 말투를 보여준다.
모든 공무원은 군주와 국가에 대한 이중 의무를 가집니다. 둘이 양립할 수 없는 경우가 있을 수 있습니다. 그럴 때는 국가에 대한 의무가 더 높습니다.
처음에 프리드리히 빌헬름과 그의 조언자들은 나폴레옹 전쟁에서 중립 정책을 추구하려고 했다. 1805년 제3차 대프랑스 동맹에는 참여하지 않는 데 성공했지만, 결국 프리드리히 빌헬름은 프로이센의 주전파를 이끌던 왕비의 태도에 영향을 받아 1806년 10월 전쟁에 돌입했다. 1806년 10월 14일 예나-아우어슈테트 전투에서 프랑스군은 프로이센 육군의 효율성과 기능을 사실상 파괴했다. 프리드리히 빌헬름이 이끄는 프로이센군은 곧 완전히 붕괴되었다. 나폴레옹은 10월 말 베를린을 점령했다. 왕실 가족은 메멜, 동프로이센으로 도피하여 알렉산드르 1세의 자비에 의존했다.

알렉산드르 역시 프랑스군에게 패배했고, 네만강의 틸지트에서 프랑스는 러시아 제국와 프로이센과 평화 조약을 맺었다. 나폴레옹 보나파르트는 프로이센 왕비가 프랑스 황제와 면담하여 패배를 완화시키려 했음에도 불구하고 프로이센에 매우 가혹하게 대했다. 나폴레옹은 예상보다 훨씬 적은 자비를 베풀었다. 프로이센은 폴란드 영토 대부분과 엘베강 서쪽의 모든 영토를 잃었으며, 막대한 배상금을 지불하고 프랑스군이 왕국 내 주요 거점을 점령하도록 해야 했다.

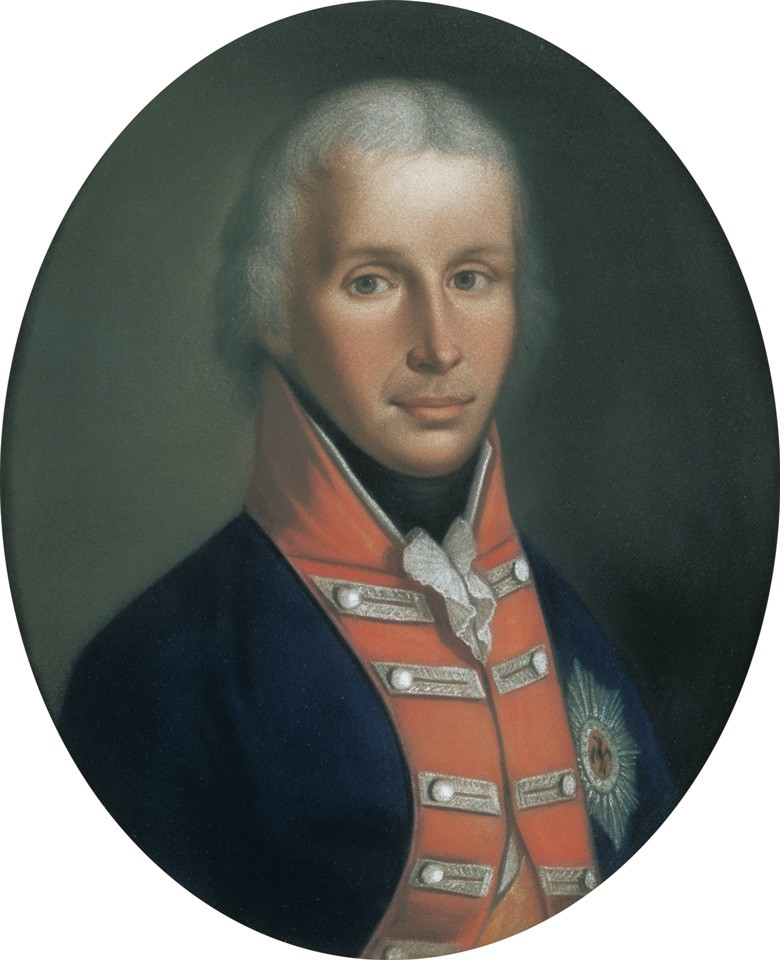
초기 통치 시기의 프리드리히 빌헬름 3세 초상화

무능한 왕 자신은 프로이센의 운명에 체념한 듯 보였지만, 하인리히 프리드리히 카를 폼 운트 춤 슈타인, 카를 아우구스트 폰 하르덴베르크 후작, 게르하르트 폰 샤른호르스트, 아우구스트 폰 그나이제나우 백작과 같은 여러 개혁 장관들은 (1810년에 크게 애도받으며 사망한) 루이제 왕비의 격려를 받아 프로이센의 행정과 군대를 개혁하기 시작했다. 사별 후 프리드리히 빌헬름은 궁정 신하들의 '대리 가족'의 영향을 받게 되었는데, 그 중에는 군주제를 억압할 수 있는 정치 개혁에 강력한 이념적 지지를 제공한 위그노 설교자 프리드리히 안칠롱, 보수적인 견해를 가진 나이든 여성 조피 마리 폰 포스, 그리고 빌헬름 추 자인-비트겐슈타인-호헨슈타인 왕자가 있었다.
1813년, 러시아 원정에서 나폴레옹이 패배하고 타우로겐 협정의 압력을 받은 후, 프리드리히 빌헬름은 프랑스에 등을 돌리고 칼리시에서 러시아와 동맹을 맺었다. 그러나 그는 여전히 프랑스 점령 하에 있던 베를린을 떠나야 했다. 프로이센군은 1813년과 1814년 연합군의 승리에 결정적인 역할을 했고, 왕 자신도 카를 필리프 추 슈바르첸베르크 후작의 주력군과 함께 러시아의 알렉산드르 및 오스트리아의 프란츠와 함께 움직였다.
빈 회의에서 프리드리히 빌헬름의 장관들은 프로이센 영토의 상당한 확장을 확보하는 데 성공했다. 그러나 그들은 자신들이 원했던 작센 전체의 합병을 얻어내지는 못했다. 전쟁 후 프리드리히 빌헬름은 정치적 반동으로 기울어져, 1813년에 프로이센에 헌법을 제공하겠다고 약속했던 것을 저버렸다.

#### 프로이센 교회 연합

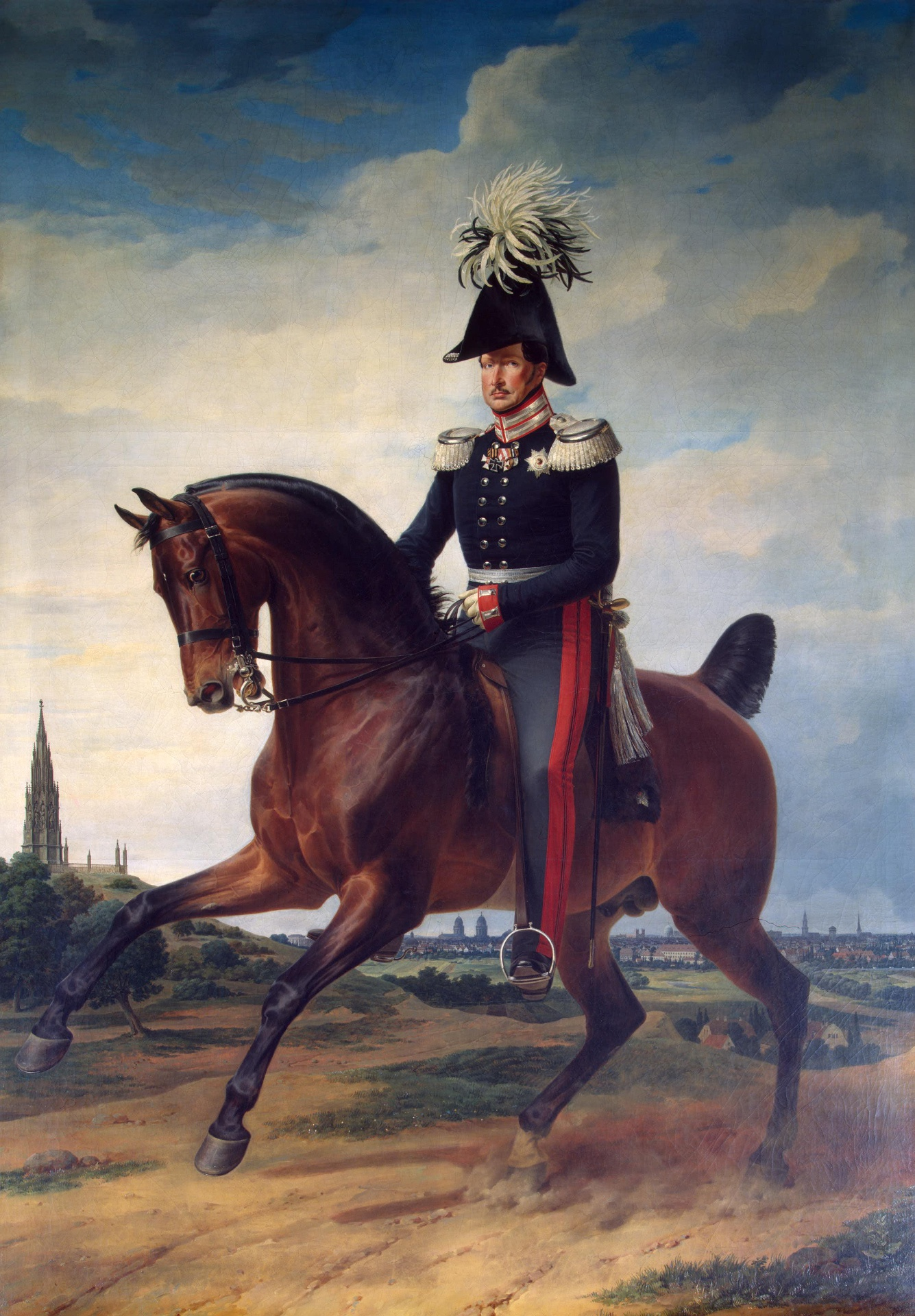
프란츠 크뤼거의 프리드리히 빌헬름 3세 승마 초상화 (1831년)

프리드리히 빌헬름은 개신교 교회를 통합하여 예배, 조직, 건축을 동질화하기로 결정했다. 장기적인 목표는 프로이센 교회 연합 내 모든 개신교 교회를 완전히 중앙집권적인 왕실 통제하에 두는 것이었다. 루터교와 칼뱅주의 (개혁파) 신앙을 병합하여 프로이센 연합 교회를 형성하는 것은 매우 논란이 많았다. 격렬한 반응에는 크고 잘 조직된 반대 세력이 포함되었다. 특히 실레시아의 "구 루터교"는 그들의 예배 전통을 포기하기를 거부했다. 왕실은 항의를 억압하려 시도했다. 완고한 루터교 소수파는 군사력으로 강제되었고, 그들의 교회는 몰수되었으며, 목사들은 투옥되거나 추방되었다. 1834년까지 공동 예배를 기반으로 한 외적인 연합이 확보되었지만 상징은 분리되었다. 이 조치의 반대자들은 자체적인 공동체를 형성하는 것이 금지되었다. 많은 사람들이 프로이센을 떠나 남부 오스트레일리아, 캐나다, 미국에 정착했다. 왕의 실패한 반격은 정부 최고위층의 긴장을 악화시켰다. 종교를 재편하려는 왕실의 공격적인 노력은 프로이센 역사상 전례가 없는 일이었다. 수년간에 걸친 일련의 선언을 통해 프로이센 연합 교회가 형성되었고, 다수파인 루터교와 소수파인 개혁주의 개신교를 통합했다. 주요 효과는 프로이센 정부가 교회 문제에 대해 전적인 통제권을 갖게 되었고, 왕 자신은 선도적인 주교로 인정받게 된 것이다.
1824년 프리드리히 빌헬름 3세는 하라흐 추 로라우 운트 탄하우젠 백작부인 아우구스테 폰 하라흐와 두 번째 결혼을 했다. 결혼 당시 하라흐 가문은 dynastic 목적으로 다른 유럽 왕실과 동등하게 인정되지 않았다. 따라서 이 결혼은 귀천상혼이었고 그녀는 레그니차의 공주로 승격되었다. 그들은 자녀가 없었다.
1838년 국왕은 에르트만스도르프 영지의 농지 대부분을 오스트리아 칠레르탈 출신 422명의 개신교 난민에게 분배했고, 이들은 실레시아 마을에 티롤 양식의 농가를 지었다.

### 사망
프리드리히 빌헬름 3세는 1840년 6월 7일 베를린에서 열병으로 사망했고, 그의 두 번째 아내가 살아남았다. 그의 장남 프리드리히 빌헬름 4세가 왕위를 계승했다. 프리드리히 빌헬름 3세는 베를린 샤를로텐부르크 궁전의 샬로텐부르크 성 공원 내 영묘에 묻혔다.

## 자녀
프리드리히 빌헬름 3세는 평생 두 번 결혼했고, 그 중 첫 번째 아내인 루이제 추 메클렌부르크슈트렐리츠 공녀와의 사이에서 5남 4녀를 두었다.
| 이름                                  | 생일             | 사망             | 기타 |
| ------------------------------------- | ---------------- | ---------------- | --- |
| 무명의 딸                             | 1794년 10월 1일  | 1794년 10월 1일  | 사산 |
| 프리드리히 빌헬름 4세                 | 1795년 10월 15일 | 1861년 1월 2일   | 바이에른의 엘리자베트 루도비카와 결혼 (1801–1873), 자녀 없음.                                                                        |
| 빌헬름 1세                            | 1797년 3월 22일  | 1888년 3월 9일   | 작센바이마르아이제나흐의 아우구스타 공주와 결혼 (1811–1890), 자녀 있음.                                                              |
| 샤를로테 폰 프로이센 왕녀             | 1798년 7월 13일  | 1860년 11월 1일  | 러시아의 니콜라이 1세와 결혼 (1796–1855), 알렉산드르 2세를 포함한 자녀 있음.                                                         |
| 프로이센의 프리데리케 공주            | 1799년 10월 14일 | 1800년 3월 30일  | 어린 시절 사망 |
| 카를 폰 프로이센 왕자                 | 1801년 6월 29일  | 1883년 1월 21일  | 작센바이마르아이제나흐의 마리 공주와 결혼 (1808–1877), 자녀 있음.                                                                    |
| 프로이센의 알렉산드리네 공주          | 1803년 2월 23일  | 1892년 4월 21일  | 메클렌부르크슈베린 대공 파울 프리드리히와 결혼 (1800–1842), 자녀 있음.                                                               |
| 프로이센의 페르디난트 왕자            | 1804년 12월 13일 | 1806년 4월 1일   | 어린 시절 사망 |
| 프로이센의 루이제 공주                | 1808년 2월 1일   | 1870년 12월 6일  | 네덜란드의 프레데릭 왕자와 결혼 (1797–1881), 자녀 있음.                                                                              |
| 프로이센의 알베르트 왕자 (알브레히트) | 1809년 10월 4일  | 1872년 10월 14일 | 네덜란드의 마리안느 공주와 결혼 (1810–1883), 자녀 있음; 두 번째로 로잘리 폰 라우흐와 결혼 (1820–1879), 호헤나우 백작부인, 자녀 있음. |

## 영예
- 프로이센:
  - 흑수리 훈장 기사, 1772년 9월 11일[11]
  - 철십자 창립자, 1813년 3월 10일[12]
  - 루이제 훈장 창립자, 1814년 8월 13일[12]
- 러시아 제국:[13]
  - 성 안드레이 훈장 기사, 1780년 1월 29일
  - 성 알렉산드르 네프스키 훈장 기사, 1780년 1월 29일
- 스웨덴:
  - 세라핌 훈장 기사, 1797년 12월 23일[14]
  - 검 훈장 대십자 기사, 1등급, 1814년 2월 6일[15]
- 프랑스:
  -  프랑스 제국: 레지옹 도뇌르 대독수리, 1805년 3월[16]
  -  프랑스 왕국:[17]
    - 성령 훈장 기사, 1815년
    - 성 미카엘 훈장 기사, 1815년
- 오스트리아 제국: 마리아 테레지아 군사훈장 기사, 1813년[18]
- 스페인: 황금양모 기사단 기사, 1814년 5월 30일[19]
- 영국: 가터 훈장 기사, 1814년 6월 9일[20]
- 덴마크: 코끼리 훈장 기사, 1814년 8월 31일[12]
- 네덜란드: 빌럼 군사훈장 대십자 기사, 1821년 7월 9일[21]
- 작센바이마르아이제나흐 대공국: 백매 훈장 대십자 기사, 1823년 3월 1일[22]
- 바덴 대공국:[23]
  - 충실 훈장 대십자 기사, 1823년
  - 체링거 사자 훈장 대십자 기사, 1823년
- 포르투갈 왕국: 삼위일체 훈장 대십자 기사, 1825년 8월 30일[24]
- 바이에른 왕국: 성 후베르투스 훈장 기사, 1826년[25]
- 사르데냐 왕국: 최고 성모 영보 훈장 기사, 1833년 5월 6일[26]
- 틀:나라자료 Saxe-Coburg and Gotha 틀:나라자료 Saxe-Altenburg 틀:나라자료 Saxe-Meiningen 에른스트계 작센 제공국: 작센에른슈타인 가문 훈장 대십자 기사, 1834년 11월[27]
- 작센 왕국: 루타 관 훈장 기사, 1836년[28]
- 헤센 대공국: 루트비히 훈장 대십자 기사[12]
- 양시칠리아 왕국:[29]
  - 성 야누아리오 훈장 기사
  - 성 페르디난도 및 공로 훈장 대십자 기사
- 뷔르템베르크 왕국: 황금 독수리 훈장 기사[30]

토르가우어 마르슈는 프리드리히 빌헬름 3세에게 헌정된 독일 행진곡으로, 1817년 6월 24일 그의 왕실 방문을 위해 토르가우의 지역 주민이 작곡했다.

## 가계
|  |                                                         |  |  |  |  |  |  |  |  |  |  |  |  |  |  |  |
|  | 8. 프리드리히 빌헬름 1세                                |  |  |  |  |  |  |  |  |  |  |  |  |  |  |  |
|  |                                                         |  |  |  |  |  |  |  |  |  |  |  |  |  |  |  |
|  |                                                         |  |  |  |  |  |  |  |  |  |  |  |  |  |  |  |
|  | 4. 프로이센의 아우구스트 빌헬름 왕자                    |  |  |  |  |  |  |  |  |  |  |  |  |  |  |  |
|  |                                                         |  |  |  |  |  |  |  |  |  |  |  |  |  |  |  |
|  |                                                         |  |  |  |  |  |  |  |  |  |  |  |  |  |  |  |
|  | 9. 하노버의 조피 도로테아 공주                          |  |  |  |  |  |  |  |  |  |  |  |  |  |  |  |
|  |                                                         |  |  |  |  |  |  |  |  |  |  |  |  |  |  |  |
|  |                                                         |  |  |  |  |  |  |  |  |  |  |  |  |  |  |  |
|  | 2. 프리드리히 빌헬름 2세                                |  |  |  |  |  |  |  |  |  |  |  |  |  |  |  |
|  |                                                         |  |  |  |  |  |  |  |  |  |  |  |  |  |  |  |
|  |                                                         |  |  |  |  |  |  |  |  |  |  |  |  |  |  |  |
|  | 10. 브라운슈바이크볼펜뷔텔 공작 페르디난트 알베르트 2세 |  |  |  |  |  |  |  |  |  |  |  |  |  |  |  |
|  |                                                         |  |  |  |  |  |  |  |  |  |  |  |  |  |  |  |
|  |                                                         |  |  |  |  |  |  |  |  |  |  |  |  |  |  |  |
|  | 5. 브라운슈바이크볼펜뷔텔 공작부인 루이제               |  |  |  |  |  |  |  |  |  |  |  |  |  |  |  |
|  |                                                         |  |  |  |  |  |  |  |  |  |  |  |  |  |  |  |
|  |                                                         |  |  |  |  |  |  |  |  |  |  |  |  |  |  |  |
|  | 11. 브라운슈바이크볼펜뷔텔의 앙투아네트 공주            |  |  |  |  |  |  |  |  |  |  |  |  |  |  |  |
|  |                                                         |  |  |  |  |  |  |  |  |  |  |  |  |  |  |  |
|  |                                                         |  |  |  |  |  |  |  |  |  |  |  |  |  |  |  |
|  | 1. 프리드리히 빌헬름 3세                                |  |  |  |  |  |  |  |  |  |  |  |  |  |  |  |
|  |                                                         |  |  |  |  |  |  |  |  |  |  |  |  |  |  |  |
|  |                                                         |  |  |  |  |  |  |  |  |  |  |  |  |  |  |  |
|  | 12. 헤센다름슈타트 방백 루트비히 8세                    |  |  |  |  |  |  |  |  |  |  |  |  |  |  |  |
|  |                                                         |  |  |  |  |  |  |  |  |  |  |  |  |  |  |  |
|  |                                                         |  |  |  |  |  |  |  |  |  |  |  |  |  |  |  |
|  | 6. 헤센다름슈타트 방백 루트비히 9세                     |  |  |  |  |  |  |  |  |  |  |  |  |  |  |  |
|  |                                                         |  |  |  |  |  |  |  |  |  |  |  |  |  |  |  |
|  |                                                         |  |  |  |  |  |  |  |  |  |  |  |  |  |  |  |
|  | 13. 하나우리히텐베르크의 샤를로테 백작부인              |  |  |  |  |  |  |  |  |  |  |  |  |  |  |  |
|  |                                                         |  |  |  |  |  |  |  |  |  |  |  |  |  |  |  |
|  |                                                         |  |  |  |  |  |  |  |  |  |  |  |  |  |  |  |
|  | 3. 헤센다름슈타트의 프리데리케 루이제                   |  |  |  |  |  |  |  |  |  |  |  |  |  |  |  |
|  |                                                         |  |  |  |  |  |  |  |  |  |  |  |  |  |  |  |
|  |                                                         |  |  |  |  |  |  |  |  |  |  |  |  |  |  |  |
|  | 14. 츠바이브뤼켄 팔츠 백작 크리스티안 3세               |  |  |  |  |  |  |  |  |  |  |  |  |  |  |  |
|  |                                                         |  |  |  |  |  |  |  |  |  |  |  |  |  |  |  |
|  |                                                         |  |  |  |  |  |  |  |  |  |  |  |  |  |  |  |
|  | 7. 츠바이브뤼켄의 카롤리네 팔츠 백작부인                |  |  |  |  |  |  |  |  |  |  |  |  |  |  |  |
|  |                                                         |  |  |  |  |  |  |  |  |  |  |  |  |  |  |  |
|  |                                                         |  |  |  |  |  |  |  |  |  |  |  |  |  |  |  |
|  | 15. 나사우자르브뤼켄의 카롤리네 백작부인                |  |  |  |  |  |  |  |  |  |  |  |  |  |  |  |
|  |                                                         |  |  |  |  |  |  |  |  |  |  |  |  |  |  |  |
|  |                                                         |  |  |  |  |  |  |  |  |  |  |  |  |  |  |  |

## 형제자매
- 프리데리케 샤를로테(1767~1820), 요크 공작 프레데릭과의 결혼으로 요크 공작부인이 됨
- 크리스틴(1772~73)
- 루이 샤를(1773~96)
- 프리데리케 루이제 빌헬미나(1774~1837), 오라녜 공 빌럼의 아내, 후일 네덜란드 국왕 빌럼 1세
- 아우구스타(1780~1841), 헤센 선제후 빌헬름 2세의 아내
- 하인리히(1781~1846)
- 빌헬름(1783~1851)

## 작품

### 행진곡
- 마르슈 1대대 근위대, 1806년
- 프로이센 연대 행진곡

## 더 읽어보기
- Chisholm, Hugh, 편집. (1911). 〈Frederick William III. of Prussia〉. 《브리태니커 백과사전》 11 11판. 케임브리지 대학교 출판부. 65, 66쪽.
- 클라크, 크리스토퍼. 철의 왕국: 프로이센의 부상과 몰락, 1600–1947 (2006) pp 298–320.
- 리처드슨, 콘스탄스. 프로이센 루이제 왕비, 프리드리히 빌헬름 3세의 왕비의 사생활과 의견 회고록 (런던, R. 벤틀리, 1847) 온라인.
- 시한, 제임스 J. 독일 역사, 1770–1866 (1989).
- 라이트, 콘스탄스. 아름다운 적: 프로이센 루이제 왕비의 전기 (도드, 미드, 1969) 온라인.
- v. Hartmann (1966), “Friedrich Wilhelm III.”, Neue Deutsche Biographie (NDB) (독일어) 7, Berlin: Duncker & Humblot, 700–729쪽; (Friedrich Wilhelm III. (König von Preußen).html full text online)